# Łososina Górna
Łososina Górna – wieś w Polsce położona w województwie małopolskim, w powiecie limanowskim, w gminie Limanowa.
W latach 1973–1976 miejscowość była siedzibą gminy Łososina Górna. W latach 1975–1998 miejscowość administracyjnie należała do województwa nowosądeckiego.

## Położenie
Łososina Górna znajduje się w pobliżu ujścia potoku Sowliny do rzeki Łososiny, niewielkiej rzeki dorzecza Wisły, dopływu Dunajca.
Otaczają ją szczyty północnej części Beskidu Wyspowego: od wschodu Pasmo Łososińskie z Jaworzem (921 m n.p.m.), od południa Paproć (645 m n.p.pm.), od północy Walowa Góra (488 m n.p.m.), od zachodu Młynowska Góra, zwana „Wierzchowską” (508 m n.p.m.). Sama wieś leży na wysokości ok. 361 m n.p.m.

## Historia
Pierwsze wzmianki o wsi Łososina Górna pochodzą z 1320 r. i wiążą się z rycerzami herbu Szreniawa, do których należała. Ród ten pochodził ze Zbydniowa i dał początek tak potężnym rodom szlacheckim jak Lubomirscy i Stadniccy. Za czasów Jana Długosza wieś należała do rodu Słupskich. Już od drugiej połowy XIII w. funkcjonowała tu samodzielna parafia.
W pierwszej połowie XVI w. dzierżawcami Łososiny Górnej zostali Rupniowscy z Rupniowa, którzy sprowadzili tu braci polskich, którzy w miejscowym kościele założyli w 1543 r. zbór. Kościół stał się na powrót świątynią katolicką dopiero w 1600 r.
Podczas rzezi galicyjskiej w 1846 r. chłopi zniszczyli znajdujący się tu dwór i wypędzili miejscowego dziedzica. Dwór odbudowano, ale nie zachował się do dziś – spłonął w 1980 r.
W 1929 r. na terenie wsi utworzono pierwszą w Polsce szkołę agrarną – Górską Szkołę Rolniczą, która do 1952 r. kształciła kolejne pokolenia nowoczesnych rolników, uwzględniając specyfikę tutejszych nieurodzajnych i kamienistych gleb.
Część wsi Łososina Górna została włączona do miasta Limanowa, stając się jego dzielnicą.

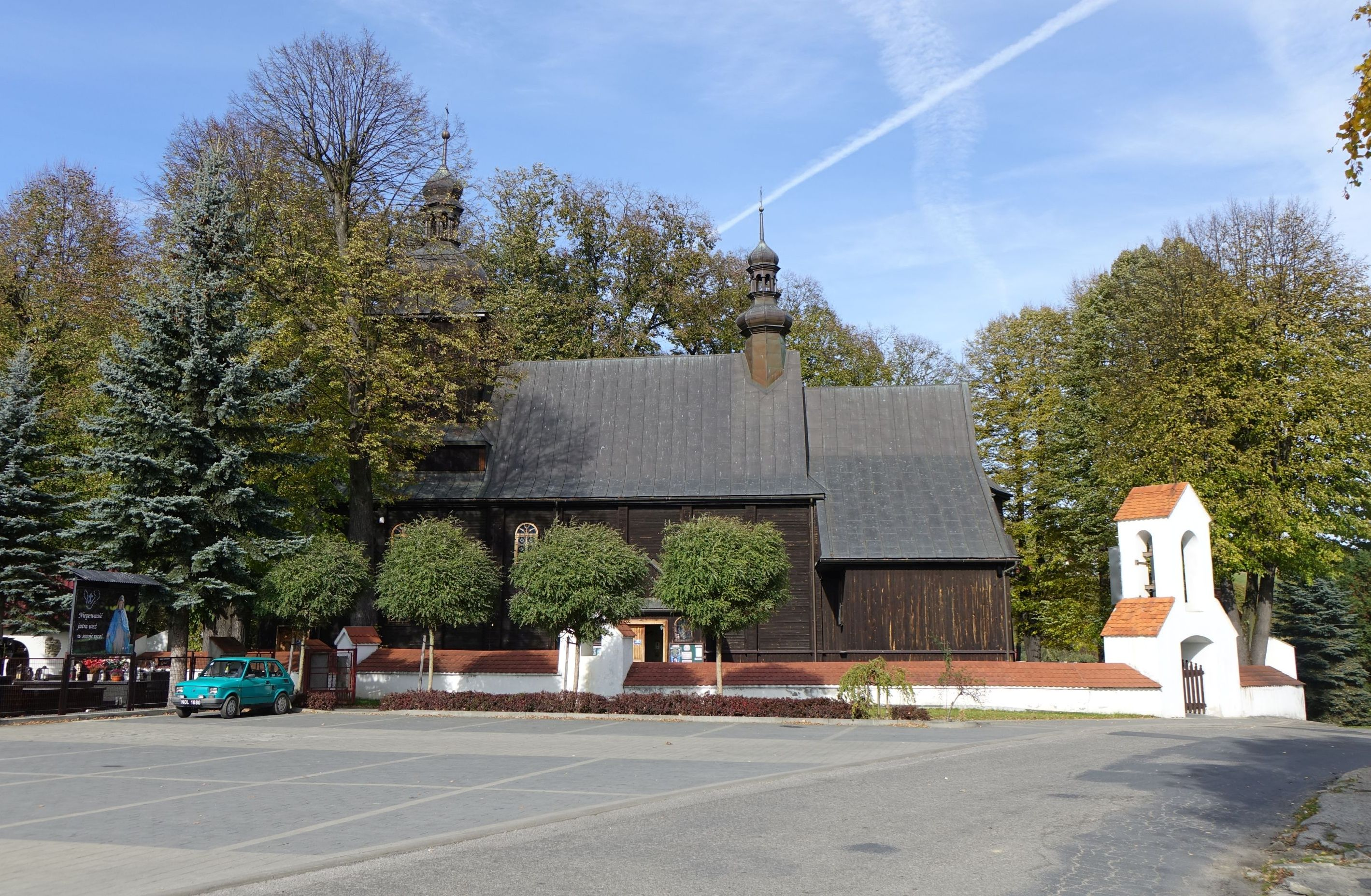
Kościół
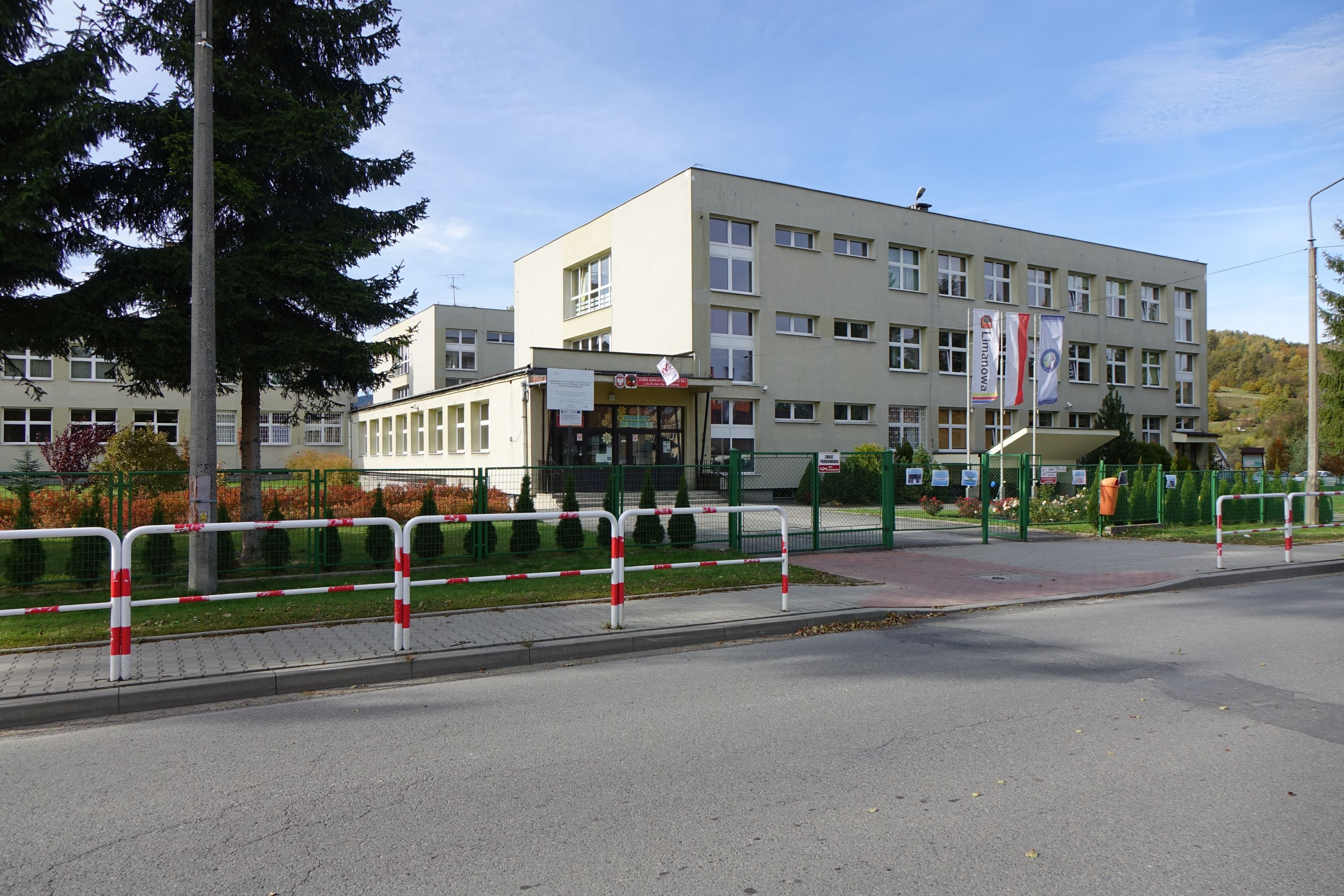
Szkoła
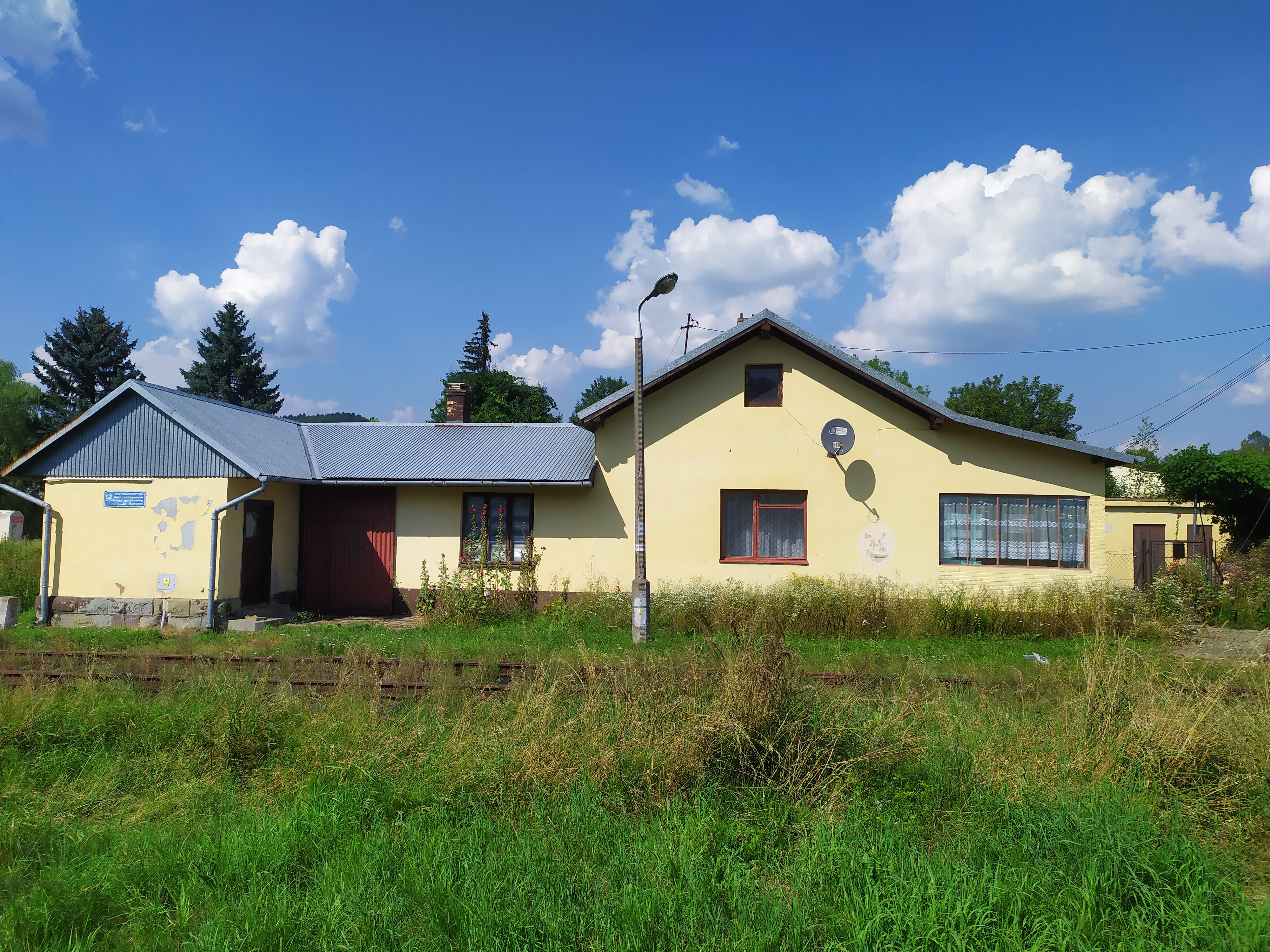
Przystanek kolejowy